# راؤول ماسياس ساندوفال
راؤول ماسياس ساندوفال (بالإسبانية: Raúl Macías Sandoval)‏ هو سياسي مكسيكي، ولد في 22 سبتمبر 1942 في ولاية مكسيكو في المكسيك. حزبياً، نشط في الحزب الثوري المؤسساتي. وقد انتخب عضو مجلس النواب المكسيك.